# Dawid Nitschmann (biskup)
Dawid Nitschmann, Dawid Nitschmann II (ur. 18 grudnia 1695 lub 27 grudnia 1696 w Suchdole, zm. 8 października 1772 w Bethlehem) – duchowny i misjonarz protestancki, pierwszy senior braci morawskich

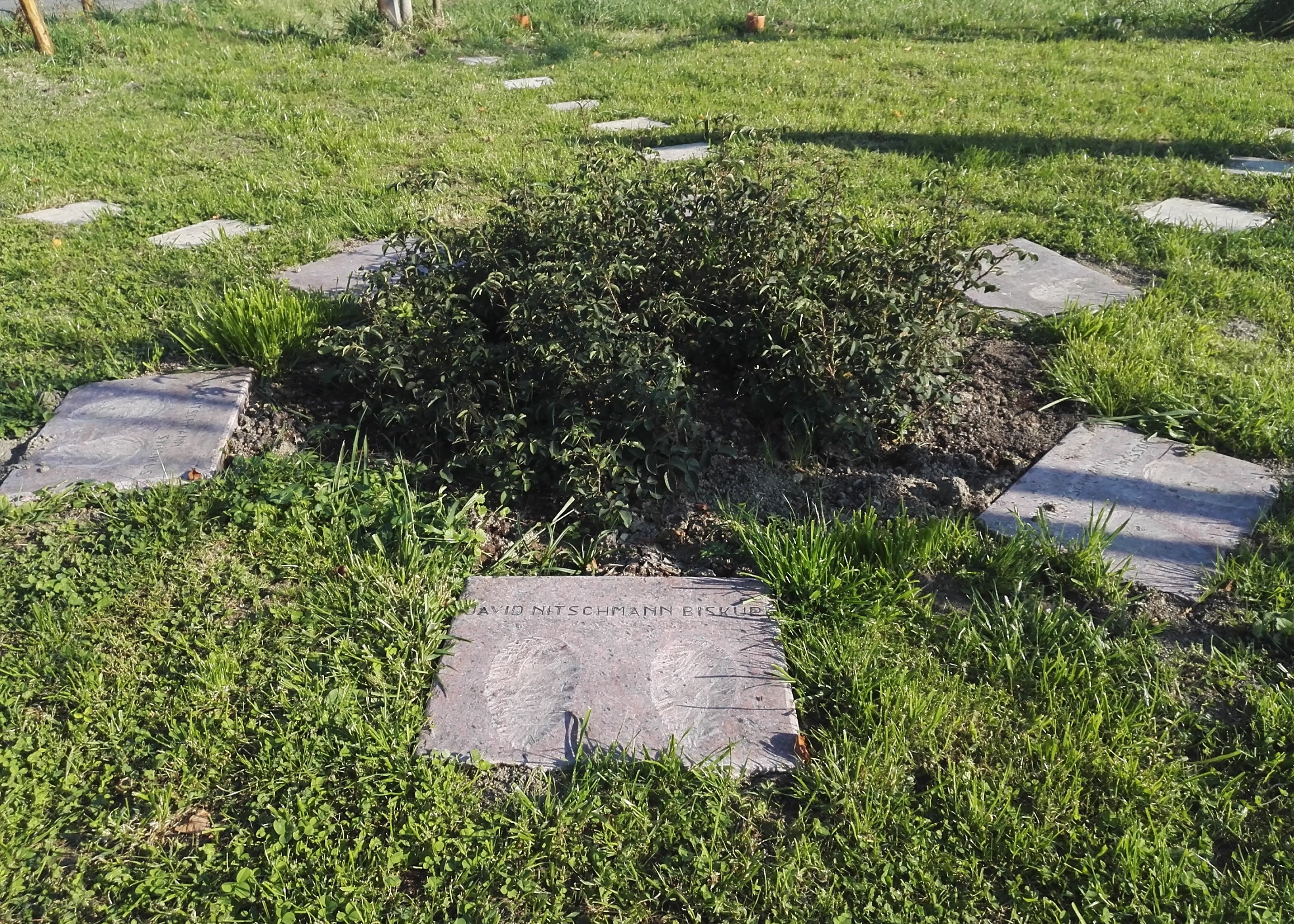
Pomnik przypominający miejsce w Suchdole, gdzie w 1724 roku Dawid Nitschmann pożegnał rodzimą wioskę na zawsze

Wywodził się z rodziny czeskobraterskiej z Moraw. W 1724 ze względu na prześladowania religijne wyemigrował z Czech do Saksonii i zamieszkał w diasporze czeskiej w Herrnhut. Uczył się u Christiana Davida ciesielstwa. W 1726 ożenił się z Rosiną Schindler, a później odbył kilka podróży zagranicznych do Niemiec, Anglii, Danii i Rzeczypospolitej.
W 1732 wraz z Leonardem Doberem został pierwszym misjonarzem braci morawskich. Wyjechał na misję na Karaiby. Przez kilkanaście tygodni przebywał na wyspie St. Thomas, z której wyjechał w 1734, aby uczestniczyć w organizowaniu wspólnoty braci morawskich w Holsztynie.
13 marca 1735 w Berlinie został ordynowany przez Daniela Ernesta Jabłońskiego na seniora po czym wyjechał na misję do kolonii angielskich w Ameryce Północnej, gdzie rozpoczął organizację życia religijnego kościoła braci morawskich. W 1736 powrócił na krótko do Niemiec i w 1737 wspólnie z Danielem Ernestem Jabłońskim ordynował na seniora Mikołaja von Zindendorfa.
W 1740 wyjechał do Pensylwanii, gdzie uczestniczył w zakładaniu miasta Bethlehem. Ponownie odwiedził również St. Thomas oraz St. Sebastian. W 1745 powrócił do Europy. Odwiedził Danię, Norwegię i Śląsk. W 1748 powrócił do Pensylwanii. W latach 1749–1754 opiekował się wspólnotą braci morawskich w Herrnhaag. Po śmierci żony w 1753 wyjechał ponownie do Pensylwanii i ożenił się z Marią Leinbach. W 1756 zamieszkał w Lititz, a w 1761 w Bethlehem.